# Словенија на Летњим олимпијским играма 2012.
Словенија, коју представља Олимпијски комитет Словеније (ОКС), за своје шесто учествовање на Летњим олимпијским играма послао је у Лондон 2012. екипу од 66 такмичара који су се такмичили у 15 поједниначних спортова. На овиим играма Словенија је први пут учествовала у триатлону.
Најмлађи учесник у екипи Словеније била је пливачица Настја Говејшек, 15 година и 18 дана а најстарији стрелац Рејмонд Дебевц, 49 година и 131 дан, учесник 8 (1984—2012) Летњих олимпијских игара, од којих 6 у саставу Словеније и два у саставу СФРЈ. Ово двоје спортиста су такође најмлађи и најстарији словеначки учесници свих олимпијских игара (летњих и зимских) у историји олимпијског спорта у Словенији.
Заставу на церемонији отварања Игара је носио кајакаш Петер Каузер, светски и европски првак за 2011. годину у дисцилини кајак слалома.
Најуспешнији учесник била је Уршка Жолнир која је у џудо такмичењу за жене до 63 кг освојила златну медаљу.

## Учесници по дисциплинама
| Спорт               | Мушкарци | Жене | Укупно |
| ------------------- | -------- | ---- | ------ |
| Атлетика            | 5        | 7    | 12     |
| Бадминтон           | 0        | 1    | 1      |
| Друмски бициклизам  | 4        | 1    | 5      |
| Брдски бициклизам   | 0        | 2    | 2      |
| Веслање             | 2        | 0    | 2      |
| Спортска гимнастика | 0        | 1    | 1      |
| Једрење             | 2        | 2    | 4      |
| Кајак и кану ДВ     | 4        | 1    | 5      |
| Кајак и кану МВ     | 0        | 1    | 1      |
| Пливање             | 3        | 9    | 12     |
| Стони тенис         | 1        | 0    | 1      |
| Стреличарство       | 1        | 0    | 1      |
| Стрељаштво          | 2        | 1    | 3      |
| Теквондо            | 1        | 2    | 3      |
| Тенис               | 1        | 3    | 4      |
| Триатлон            | 1        | 0    | 1      |
| Џудо                | 3        | 5    | 8      |
| Укупно              | 30       | 36   | 66     |

## Освајачи медаља

### Злато
- Уршка Жолнир — џудо, до 63 кг

### Сребро
- Примож Козмус — атлетика, бацање кладива

### Бронза
- Лука Шпик, Изток Чоп — веслање, дубл скул
- Рајмонд Дебевц — стрељашрво, МК пушка лежећи став

## Резултати по спортовима

### Атлетика

#### Мушкарци
| Атлетичар     | Дисциплина     | Лични рекорд | Група    | Група        | Полуфинале | Полуфинале | Финале           | Финале       | Детаљи |
| Атлетичар     | Дисциплина     | Лични рекорд | Резултат | Место        | Резултат   | Место      | Резултат         | Место        | Детаљи |
| ------------- | -------------- | ------------ | -------- | ------------ | ---------- | ---------- | ---------------- | ------------ | ------ |
| Брент Лару    | 400 м препреке | 49,61        | 49,38    | 4 у гр. 3 КВ | 49,45      | 3 у лп. 3  | Није се пласирао | 13./46 (50)  |        |
| Примож Кобе   | маратон        | 2:14:50      |          |              |            |            | 2:19:28          | 46./85 (105) |        |
| Рожле Презељ  | Скок увис      | 2,32 НР      | 2,21     | 14 у гр Б    |            |            | Није се пласирао | =25./32 (35) |        |
| Примож Козмус | Бацање кладива | 82,59 НР     | 78,12ЛРС | 2 у гр. 2 КВ |            |            | 79,36 ЛРС        |              |        |
| Матија Крањц  | Бацање копља   | 79,72 НР     | 72,63    | 19 у гр. Б   |            |            | Није се пласирао | 40./42 (44)  |        |

#### Жене
| Атлетичарка    | Дисциплина     | Лични рекорд | Група    | Група        | Полуфинале        | Полуфинале        | Финале            | Финале        | Детаљи |
| Атлетичарка    | Дисциплина     | Лични рекорд | Резултат | Место        | Резултат          | Место             | Резултат          | Место         | Детаљи |
| -------------- | -------------- | ------------ | -------- | ------------ | ----------------- | ----------------- | ----------------- | ------------- | ------ |
| Соња Роман     | 1500 м         | 4:02,13 НР   | 4:19,17  | 11 у гр. 2   | Није се пласирала | Није се пласирала | Није се пласирала | 39./43 (45)   |        |
| Марина Томић   | 100 м препоне  | 13,04        | 13,10    | 5 у гр 1     | Није се пласирала | Није се пласирала | Није се пласирала | 22./46 (50)   |        |
| Жана Јереб     | маратон        | 2:39:47      |          |              |                   |                   | 2:42:50           | 88./107 (118) |        |
| Марија Шестак  | троскок        | 15,03 НР     | 14,16    | 7. у гр А    |                   |                   | 13,98             | 11./ 33 (35)  |        |
| Тина Шутеј     | скок мотком    | 4,61 НР      | 4,25     | =11. у гр А  |                   |                   | Није се пласирала | =19./34 (39)  |        |
| Мартина Ратеј  | Бацање копља   | 67,16 НР     | 63,60    | 4 у гр. А КВ |                   |                   | 61,62             | 7./38 (42)    |        |
| Барбара Шпилер | Бацање кладива | 67,06 НР     | 67.21    | 14. гр Б     |                   |                   | Није се пласирала | 29./36 (37)   |        |

## Бадминтон
Жене
| Такмичарка | Дисциплина  | Групни део                            | Групни део                                               | Групни део   | Групни део        | Осмина финала     | Четвртфин.        | Полуфин.          | Финале            | Финале            | Детаљи |
| Такмичарка | Дисциплина  | Против. Рез.                          | Против. Рез.                                             | Против. Рез. | Пласман           | Против. Рез.      | Против. Рез.      | Против. Рез.      | Против. Рез.      | Пласман           | Детаљи |
| ---------- | ----------- | ------------------------------------- | -------------------------------------------------------- | ------------ | ----------------- | ----------------- | ----------------- | ----------------- | ----------------- | ----------------- | ------ |
| Маја Тврди | појединачно | Сато · Јапан · Пор 0:2 (20:22, 18:21) | Егелстаф · Уједињено Краљевство · Пор 0:2 (15:21, 10:21) |              | Није се пласирала | Није се пласирала | Није се пласирала | Није се пласирала | Није се пласирала | Није се пласирала |        |

#### Група Х
| Играчица                               | И | Д | Из | ДС | ИС | Бод |
| -------------------------------------- | - | - | -- | -- | -- | --- |
| Сајака Сато · Јапан                    | 2 | 2 | 0  | 4  | 1  | 2   |
| Susan Egelstaff · Уједињено Краљевство | 2 | 1 | 1  | 3  | 2  | 1   |
| Маја Тврди                             | 2 | 0 | 2  | 0  | 4  | 0   |

## Бициклизам

### Друмски бициклизам
Мушкарци
| Бициклиста      | Дисциплина   | Време               | Пласман        | Детаљи |
| --------------- | ------------ | ------------------- | -------------- | ------ |
| Борут Божић     | Друмска трка | 5:46:37             | 46. /110 (144) |        |
| Грега Боле      | Друмска трка | 5:46:37             | 79. /110 (144) |        |
| Јанез Брајкович | Друмска трка | 5:46:05 вп          | 21 /110 (144)  |        |
| Јанез Брајкович | Хронометар   | 54:09,72 (+3:30,18) | 10. / 37       |        |

Жене
| Такмичарка     | Дисциплина   | Време   | Пласман     | Детаљи |
| -------------- | ------------ | ------- | ----------- | ------ |
| Полона Батагељ | Друмска трка | 3:35:56 | 22 /40 (66) |        |

### Брдски бициклизам
Жене
| Бициклиста      | Дисциплина  | Време   | Пласман       | Детаљи |
| --------------- | ----------- | ------- | ------------- | ------ |
| Блажа Клеменчич | Крос контри | 1:39:42 | 23. / 28 (31) |        |
| Тања Жакељ      | Крос контри | 1:34:41 | 10. / 28 (31) |        |

## Веслање

### Мушкарци
| Веслач              | Дисциплина | Група   | Група         | Четвртфинале | Четвртфинале | Репесаж | Репесаж | Полуфинале | Полуфинале  | Финале  | Финале | Детаљи |
| Веслач              | Дисциплина | Време   | Место         | Време        | Место        | Време   | Место   | Време      | Место       |         |        | Детаљи |
| ------------------- | ---------- | ------- | ------------- | ------------ | ------------ | ------- | ------- | ---------- | ----------- | ------- | ------ | ------ |
| Изток Чоп Лука Шпик | дубл скул  | 6:17,78 | =2 у гр. 1 пф | Слободни     | Слободни     |         |         | 6:19,97    | 1 у пф/2 ФА | 6:34,35 |        |        |

пф= полуфинале, ФА = А финале

## Гимнастика
;Жене
| Гимнастичарка | Дисциплина | Појединачно | Појединачно        | Појединачно | Појединачно | Појединачно | Појединачно | Финале                | Финале                | Финале                | Финале                | Финале                | Финале       | Детаљи |
| Гимнастичарка | Дисциплина | Прескок     | Двовисински разбој | Греда       | Партер      | Укупно      | Пласман     | Прескок               | Двовис. разбој        | Греда                 | Партер                | Укупно                | Пласман      | Детаљи |
| ------------- | ---------- | ----------- | ------------------ | ----------- | ----------- | ----------- | ----------- | --------------------- | --------------------- | --------------------- | --------------------- | --------------------- | ------------ | ------ |
| Саша Голоб    | Вишебој    | 0,000 (81)  | 12,066 (70)        | 13,500 (47) | 13,033 (40) | 38,599      | 60          | Није се квалификовала | Није се квалификовала | Није се квалификовала | Није се квалификовала | Није се квалификовала | 60 / 60 (81) |        |

## Једрење
Мушкарци
| Једриличар     | Дисциплина | Трка | Трка | Трка | Трка | Трка | Трка | Трка | Трка | Трка | Трка | Трка | Укупно Бод | Пласман  | Детаљи |
| Једриличар     | Дисциплина | 1    | 2    | 3    | 4    | 5    | 6    | 7    | 8    | 9    | 10   | Ф    | Укупно Бод | Пласман  | Детаљи |
| -------------- | ---------- | ---- | ---- | ---- | ---- | ---- | ---- | ---- | ---- | ---- | ---- | ---- | ---------- | -------- | ------ |
| Василиј Жбогар | Фин        | 8    | 6    | 5    | 3    | 8    | 5    | 9    | 6    | 2    | 6    | 14   | 63         | 6. /24   |        |
| Карло Хмељак   | Ласер      | 23   | 30   | 18   | 33   | 35   | 31   | НЗ   | 25   | 27   | 32   | НП   | 253        | 31. / 49 |        |

Жене
| Једриличар           | Дисциплина | Трка | Трка | Трка | Трка | Трка | Трка | Трка | Трка | Трка | Трка | Трка | Укупно Бод | Пласман  |  |
| Једриличар           | Дисциплина | 1    | 2    | 3    | 4    | 5    | 6    | 7    | 8    | 9    | 10   | Ф    | Укупно Бод | Пласман  |  |
| -------------------- | ---------- | ---- | ---- | ---- | ---- | ---- | ---- | ---- | ---- | ---- | ---- | ---- | ---------- | -------- |  |
| Теја Черне Тина Мрак | 470        | 12   | 9    | 12   | 15   | 17   | 17   | 17   | 14   | 16   | 16   | НП   | 127        | 18. / 20 |  |

## Кајак и кану

### Кајак и кану на мирним водама
Жене
| Спортиста               | Дисциплина | Група    | Група | Полуфинале | Полуфинале | Финале   | Финале  | Детаљи |
| Спортиста               | Дисциплина | Време    | Место | Време      | Место      | Време    | Пласман | Детаљи |
| ----------------------- | ---------- | -------- | ----- | ---------- | ---------- | -------- | ------- | ------ |
| Шпела Пономаренко-Јањић | К-1 200 м  | 42,884   | 4 Пф  | 42,209     | 5 БФ       | 44,953   | 10 / 29 |        |
| Шпела Пономаренко-Јањић | К-1 500 м  | 2:01,520 | 5 Пф  | 1:53,341   | 5 БФ       | 1:53,718 | 12 / 25 |        |

### Кајак и кану на дивљим водама
Жене
| Спортиста  | Дисциплина | Квалификацје | Квалификацје | Квалификацје | Квалификацје | Квалификацје | Квалификацје | Полуфинале | Полуфинале | Финале            | Финале  | Детаљи |
| Спортиста  | Дисциплина | 1. трка      | Место        | 2. трка      | Место        | Боље         | Место        | Време      | Место      | Време             | Место   | Детаљи |
| ---------- | ---------- | ------------ | ------------ | ------------ | ------------ | ------------ | ------------ | ---------- | ---------- | ----------------- | ------- | ------ |
| Ева Терчељ | К-1 слалом | 107,17       | 7            | 107,57       | 9            | 107,17       | 11 Пф        | 117.36     | 13         | Није се пласирала | 13 / 21 |        |

Мушкарци
| Спортиста             | Дисциплина | Квалификацје | Квалификацје | Квалификацје | Квалификацје | Квалификацје | Квалификацје | Полуфинале | Полуфинале | Финале           | Финале | Детаљи |
| Спортиста             | Дисциплина | 1. трка      | Место        | 2. трка      | Место        | Боље         | Место        | Време      | Место      | Време            | Место  | Детаљи |
| --------------------- | ---------- | ------------ | ------------ | ------------ | ------------ | ------------ | ------------ | ---------- | ---------- | ---------------- | ------ | ------ |
| Петер Краузер         | К-1        | 90,98        | 9            | 88,10        | 4            | 88,10        | 5 ПФ         | 96,02      | 1 Ф        | 101,01           | 6 / 22 |        |
| Бењамин Савшек        | Ц-1        | 90,83        | 1            | 203,42       | 15           | 90,83        | 2 ПФ         | 99,92      | 2 Ф        | 219,95           | 8. /17 |        |
| Лука Божич Сашо Таљат | Ц-2        | 102,82       | 4            | 101,08       | 4            | 101,08       | 6 ПФ         | 113,50     | 8          | Није се пласирао | 8 / 14 |        |

Легенда: Пф = Квалификован у полуфинале; БФ = Квалификован у Б финале (8-16 место); АФ = Квалификован у А финале (за медаље)

## Пливање
Мушкарци
| Пливач        | Дисциплина   | Група   | Група      | Полуфинале           | Полуфинале           | Финале               | Финале  | Детаљи |
| Пливач        | Дисциплина   | Време   | Пласман    | Време                | Пласман              | Време                | Пласман | Детаљи |
| ------------- | ------------ | ------- | ---------- | -------------------- | -------------------- | -------------------- | ------- | ------ |
| Дамир Дугоњич | 100 м прсно  | 1:00,77 | 7 у гр 5   | Није се квалификовао | Није се квалификовао | Није се квалификовао | 31 /44  |        |
| Петер Манкоч  | 100 м делфин | 52,44   | 3. у гр. 3 | Није се квалификовао | Није се квалификовао | Није се квалификовао | 18 /42  |        |
| Роберт Жбогар | 200 м делфин | 1:58,99 | 8. у гр. 3 | Није се квалификовао | Није се квалификовао | Није се квалификовао | 24 /37  |        |

Жене
| Пливач                                                                                          | Дисциплина         | Група   | Група         | Полуфинале             | Полуфинале             | Финале                 | Финале        | Детаљи |
| Пливач                                                                                          | Дисциплина         | Време   | Пласман       | Време                  | Пласман                | Време                  | Пласман       | Детаљи |
| ----------------------------------------------------------------------------------------------- | ------------------ | ------- | ------------- | ---------------------- | ---------------------- | ---------------------- | ------------- | ------ |
| Ања Чарман                                                                                      | 100 м леђно        | 1:02,68 | 4. у гр. 2    | Није се квалификовалао | Није се квалификовалао | Није се квалификовалао | 34 /45        |        |
| Ања Чарман                                                                                      | 200 м леђно        | 2:13.01 | 4. у гр. 2    | Није се квалификовала  | Није се квалификовала  | Није се квалификовала  | 25 /37        |        |
| Настја Говејшек                                                                                 | 100 м слободно     | 56,21   | 3. у гр. 3    | Није се квалификовала  | Није се квалификовала  | Није се квалификовала  | 28 /48 (50)   |        |
| Сара Исаковић                                                                                   | 200 м слободно     | 1:58,96 | 6. у гр. 5 КВ | 1:58,47                | 7. у пф. 1             | Није се квалификовала  | 14. /35       |        |
| Сара Исаковић                                                                                   | 100 м делфин       | 59,86   | 3 у гр. 2     | Није се квалификовала  | Није се квалификовала  | Није се квалификовала  | 31 /42        |        |
| Ања Клинар                                                                                      | 200 м делфин       | 2:09,24 | 5. у гр. 4 КВ | 2:07,84                | 5. у пф 1              | Није се квалификовала  | 11. / 28      |        |
| Ања Клинар                                                                                      | 400 м мешовито     | 4:38,20 | 5 у гр. 5     |                        |                        | Није се квалификовала  | 10. / 35 (36) |        |
| Мојца Загмајстер                                                                                | 400 м слободно     | 4:21,55 | 1 у гр. 1     |                        |                        | Није се квалификовала  | 32. / 35      |        |
| Тјаша Одер                                                                                      | 800 м слободно     | 8:41,82 | 3 у гр. 2     |                        |                        | Није се квалификовала  | 25. / 35 (36) |        |
| Тјаша Возел                                                                                     | 100 м прсно        | 1:09,63 | 1 у гр. 2     | Није се квалификовала  | Није се квалификовала  | Није се квалификовала  | 30. / 46      |        |
| Тања Шмид                                                                                       | 200 м прсно        | 2:32,19 | 7. у гр. 2    | Није се квалификовала  | Није се квалификовала  | Није се квалификовала  | 33. / 34      |        |
| Сара Исаковић* (1:59,58) Ања Клинар* (2:00,53) Урша Бежан (2:01,92) Мојца Загмајстер* (2:02,66) | 4 х 200 м слободно | 8:04,69 | 7. у гр. 2    |                        |                        | Није се квалификовале  | 12. / 14      |        |

- Звездицом су обележене такмичарке које су већ евидентиране јер су учествовале у више дисциплина

## Стони тенис
Словенија је имала једног представника који се квалификовао за такмичења у стоном тенису. Квалификовао се на основу места на светској ранг листи дана 16. маја 2011. у појединачној конкуренцији.

### Мушкарци
| Такмичар    | Дисциплина  | Квал.              | 1. коло            | 2. коло                      | 3. коло                      | 4. коло              | Четвртфин.           | Полуфин.             | Финале               | Детаљи |
| Такмичар    | Дисциплина  | Противник Резултат | Противник Резултат | Противник Резултат           | Противник Резултат           | Противник Резултат   | Прот. Рез.           | Прот. Рез.           | Прот. Рез.           | Детаљи |
| ----------- | ----------- | ------------------ | ------------------ | ---------------------------- | ---------------------------- | -------------------- | -------------------- | -------------------- | -------------------- | ------ |
| Бојан Токич | појединачно | Слободан           | Слободан           | Љу Сунг Аргентина · Поб. 4:3 | Гао Нинг Сингапур · Пор. 0:4 | Није се квалификовао | Није се квалификовао | Није се квалификовао | Није се квалификовао |        |

Резултати
| Ниво    | Такмичар | Сетови | Сетови | Сетови | Сетови | Сетови | Сетови | Сетови | Рез. |
| Ниво    | Такмичар | 1.     | 2      | 3      | 4      | 5      | 6      | 7      | Рез. |
| ------- | -------- | ------ | ------ | ------ | ------ | ------ | ------ | ------ | ---- |
| 2. коло | Љу Сунг  | 11:0   | 7:11   | 11:7   | 11:6   | 3:11   | 9:11   | 11:8   | 4:3  |
| 3. коло | Гао Нинг | 7: 11  | 7:11   | 5:11   | 12:14  | -      | -      | -      | 0:4  |

## Стреличарство

### Мушкаци
| Стреличар       | Дисциплина  | Коло са пласман | Коло са пласман | Коло 64 так.                      | Коло 32 так.         | Коло 16 так          | Четвртфинале         | Полуфинале           | Финале               | Финале               | Детаљи |
| Стреличар       | Дисциплина  | Резултат        | Пласман         | Противник Резултат                | Противник Резултат   | Противник Резултат   | Противник Резултат   | Противник Резултат   | Противник Резултат   | Место                | Детаљи |
| --------------- | ----------- | --------------- | --------------- | --------------------------------- | -------------------- | -------------------- | -------------------- | -------------------- | -------------------- | -------------------- | ------ |
| Клемен Штрајхар | Појединачно | 639             | 58              | Dai Xiaoxiang Кина (7) · Пор. 0:6 | Није се квалификовао | Није се квалификовао | Није се квалификовао | Није се квалификовао | Није се квалификовао | Није се квалификовао |        |

## Стрељаштво
Мушкарци
| Стрелац        | Дисциплина           | Квалификације        | Квалификације | Финале           | Финале           | Пласман | Детаљи |
| Стрелац        | Дисциплина           | Резултат             | Пласман       | Резултат         | Укупно           | Пласман | Детаљи |
| -------------- | -------------------- | -------------------- | ------------- | ---------------- | ---------------- | ------- | ------ |
| Рајмонд Дебевц | МК пушка тростав 50м | 1161 (395+378+388)   | 27.           | Није се пласирао | Није се пласирао | 27./41  |        |
| Рајмонд Дебевц | 50 м лежећи став     | 596                  | 3.            | 105,0            | 701,0            |         |        |
| Боштјан Мачек  | Трап                 | 121 (24+23+25+24+25) | 7.            | Није се пласирао | Није се пласирао | 7./34   |        |

Жене
| Стрелац      | Дисциплина            | Квалификације     | Квалификације | Финале            | Финале            | Пласман | Детаљи |
| Стрелац      | Дисциплина            | Резултат          | Пласман       | Резултат          | Укупно            | Пласман | Детаљи |
| ------------ | --------------------- | ----------------- | ------------- | ----------------- | ----------------- | ------- | ------ |
| Жива Дворшак | МК пушка тростав 50 м | 574 (196+189+189) | 36.           | Није се пласирала | Није се пласирала | 36./47  |        |
| Жива Дворшак | ваз. пушка 10 м       | 396               | 11            | Није се пласирала | Није се пласирала | 11./56  |        |

## Теквондо

### Мушкарци
| Такмичар       | Дисциплина | Група 16                 | Четвртфинале       | Полуфинале         | Репасаж за полуфинале | Меч за бронзу      | Финале             | Место            | Детаљи         |
| Такмичар       | Дисциплина | Противник Резултат       | Противник Резултат | Противник Резултат | Противник Резултат    | Противник Резултат | Противник Резултат | Место            | Детаљи         |
| -------------- | ---------- | ------------------------ | ------------------ | ------------------ | --------------------- | ------------------ | ------------------ | ---------------- | -------------- |
| Иван Трајкович | + 80 кг    | Dong-Min (KOR) · Пор 4-9 | Није се пласирао   | Није се пласирао   | Није се пласирао      | Није се пласирао   | Није се пласирао   | Није се пласирао | [ мртва веза ] |

### Жене
| Такмичарка  | Дисциплина | Група 16                         | Четвртфинале                 | Полуфинале               | Репесаж за полуфинале | Меч за бронзу             | Финале            | Место             | Детаљи |
| Такмичарка  | Дисциплина | Противница Резултат              | Противница Резултат          | Противница Резултат      | Противница Резултат   | Противница Резултат       | Прот. Рез.        | Место             | Детаљи |
| ----------- | ---------- | -------------------------------- | ---------------------------- | ------------------------ | --------------------- | ------------------------- | ----------------- | ----------------- | ------ |
| Франка Анич | до 67 кг   | Ајтмуханбетова (KAZ) · Поб 15-11 | Сержери (CAN) · Поб 10-5     | Кјон Сон (KOR) · Пор 0-7 |                       | Макферсон (USA) · Пор 3-8 | Није се пласирала | 5                 |        |
| Нуша Рајнер | + 67 кг    | Јергешова (KAZ) · Поб 17-16 ЗП   | Баришњикова (RUS) · Пор 9-11 | Није се пласирала        | Није се пласирала     | Није се пласирала         | Није се пласирала | Није се пласирала |        |

## Тенис
Словенија је имала 4 представника, од који су Блаж Кавчич добио специјалну позивницу
Мушкарци
| Тенисер     | Дисциплина  | 1. коло                       | 2. коло                         | 3. коло              | Четвртфинале         | Полуфинале           | Финале               | Финале               | Детаљи |
| Тенисер     | Дисциплина  | Противник Резултат            | Противник Резултат              | Противник Резултат   | Противник Резултат   | Противник Резултат   | Противник Резултат   | Пласман              | Детаљи |
| ----------- | ----------- | ----------------------------- | ------------------------------- | -------------------- | -------------------- | -------------------- | -------------------- | -------------------- | ------ |
| Блаж Кавчич | Појединачно | Вардан · Индија · Поб.6:3,6:2 | Ферер · Шпанија · Пор. 2:6, 2,6 | Није се квалификовао | Није се квалификовао | Није се квалификовао | Није се квалификовао | Није се квалификовао |        |

Жене
| Тенисерка                         | Дисциплина    | 1. коло                           | 2. коло                                                 | 3. коло                                        | Четвртфинале          | Полуфинале            | Финале                | Финале                | Детаљи |
| Тенисерка                         | Дисциплина    | Противница Резултат               | Противница Резултат                                     | Противница Резултат                            | Противница Резултат   | Противница Резултат   | Противница Резултат   | Пласман               | Детаљи |
| --------------------------------- | ------------- | --------------------------------- | ------------------------------------------------------- | ---------------------------------------------- | --------------------- | --------------------- | --------------------- | --------------------- | ------ |
| Полона Херцог                     | Појединачно   | Мартинез · Шпанија · Пор. 2:6 4:6 | Није се квалификовала                                   | Није се квалификовала                          | Није се квалификовала | Није се квалификовала | Није се квалификовала | Није се квалификовала |        |
| Андреја Клепац Катарина Среботник | женски парови |                                   | Чахнашвили / · Татишвили · Грузија · Поб. 7:6, 3:6, 6:2 | Ерани / · Винчи · Италија · Пор. 5:7, 6:4, 4:6 | Није се квалификовале | Није се квалификовале | Није се квалификовале | Није се квалификовале |        |

## Триатлон

### Жене
| Такмичарка   | Дисциплина  | Пливање (1,5 км) | Бициклизам (40 км) | Трчање (10 км) | Укупно  | Заостатак | Пласман      | Детаљи |
| ------------ | ----------- | ---------------- | ------------------ | -------------- | ------- | --------- | ------------ | ------ |
| Матеја Шимиц | Појединачно | 19:31            | 1:17:11            | 37:36          | 2:05:35 | + 5:47    | 37. /52 (55) |        |

## Џудо
Мушкарци
| Џудиста      | Дис.    | коло 64    | Коло 32                                             | Коло 16                                  | Четвртфин.         | Полуфин.           | Репасаж 1          | Репасаж 2          | Меч за бронзу    | Фин.             | Фин.             | Дет.           |
| Џудиста      | Дис.    | Прот. Рез. | Противник Резултат                                  | Противник Резултат                       | Противник Резултат | Противник Резултат | Противник Резултат | Противник Резултат | Прот. Рез.       | Прот. Рез.       | Плас.            | Дет.           |
| ------------ | ------- | ---------- | --------------------------------------------------- | ---------------------------------------- | ------------------ | ------------------ | ------------------ | ------------------ | ---------------- | ---------------- | ---------------- | -------------- |
| Рок Драшкич  | − 66 кг |            | Валдерама · Венецуела · Поб 0010–0001               | Ungvári · Мађарска · Пор 0002–0011       | Није се пласирао   | Није се пласирао   | Није се пласирао   | Није се пласирао   | Није се пласирао | Није се пласирао | Није се пласирао |                |
| Аљаж Седеј   | − 81 кг |            | Стивенс · Сједињене Америчке Државе · Пор 0002–1010 | Није се пласирао                         | Није се пласирао   | Није се пласирао   | Није се пласирао   | Није се пласирао   | Није се пласирао | Није се пласирао | Није се пласирао | [ мртва веза ] |
| Матјаж Церај | +100 кг |            | С Бондаренко · Украјина · Поб. 0021–0002            | Сунг-Мин · Јужна Кореја · Поr. 0001–0020 | Није се пласирао   | Није се пласирао   | Није се пласирао   | Није се пласирао   | Није се пласирао | Није се пласирао | Није се пласирао | [ мртва веза ] |

Жене
| Џудисткиња         | Дис.    | Коло 32                              | Коло 16                                         | Четвртфин.                             | Полуфин.                                | Репасаж 1                          | Репасаж 2          | Меч за бронзу      | Финале                          | Финале            | Детаљи         |
| Џудисткиња         | Дис.    | Противник Резултат                   | Противник Резултат                              | Противник Резултат                     | Противник Резултат                      | Противник Резултат                 | Противник Резултат | Противник Резултат | Противник Резултат              | Плас.             | Детаљи         |
| ------------------ | ------- | ------------------------------------ | ----------------------------------------------- | -------------------------------------- | --------------------------------------- | ---------------------------------- | ------------------ | ------------------ | ------------------------------- | ----------------- | -------------- |
| Весна Ђукић        | − 57 кг | Мацумото · Јапан · Пор 0002–0011     | Није се пласирала                               | Није се пласирала                      | Није се пласирала                       | Није се пласирала                  | Није се пласирала  | Није се пласирала  | Није се пласирала               | Није се пласирала |                |
| Уршка Жолнир       | − 63 кг | Манцан · Немачка · Поб 1100-0000     | Гарсија · Еквадор · Поб 1000-0001               | Шлезигер · Израел · Поб 1100-0000      | Tsedevsuren · Монголија · Поб 1000-0000 |                                    |                    |                    | Сји Лили · Кина · Поб 0100–0011 |                   |                |
| Раша Срака         | - 70 кг |                                      | Бланко · Шпанија · Поб. 1102–0001               | Ye-Sul · Јужна Кореја · Пор. 0001–1000 | Није се пласирала                       | Алвер · Колумбија · Пор. 0001–1000 | Није се пласирала  | Није се пласирала  | Није се пласирала               | Није се пласирала |                |
| Анамарин Веленшекј | − 78 кг | Pogorzelec · Пољска · Пор. 0000–0010 | Није се пласирала                               | Није се пласирала                      | Није се пласирала                       | Није се пласирала                  | Није се пласирала  | Није се пласирала  | Није се пласирала               | Није се пласирала | [ мртва веза ] |
| Луција Полавдер    | + 78 кг |                                      | Брајант · Уједињено Краљевство · Пор. 0000–0011 | Није се пласирала                      | Није се пласирала                       | Није се пласирала                  | Није се пласирала  | Није се пласирала  | Није се пласирала               | Није се пласирала | [ мртва веза ] |